# Закон Антарктиди
«Закон Антарктиди» (рос. «Закон Антарктиды») — український радянський кольоровий широкоформатний художній фільм 1962 року режисера Тимофія Левчука, знятий на кіностудії імені Олександра Довженка. Прем'єра фільму відбулась 18 січня 1963 року.
Фільм заснований на реальних подіях грудня 1958 року.

## Сюжет
Радянські полярні льотчики протягом декількох днів в складних погодних умовах, ризикуючи власним життям, шукали, а потім рятували групу бельгійських полярників, що зазнали аварії на літаку в льодах Антарктиди.

## У ролях
- Всеволод Сафонов —  Віктор Бєлов
- Раднер Муратов —  Іван Васильєв
- Олександр Мовчан —  Леонід Саричев
- Павло Морозенко —  Микола Шворкін
- Володимир Волчик —  Юлій Круміньш
- Володимир Колокольцев —  Андрій Куличок
- Микола Крюков —  барон де Жеверен
- Віктор Брежнєв —  принц де Ріні
- Гурген Тонунц —  Йоган Гаазі
- Пауль Варанди —  Густав Гооц
- Рудольф Дамбран —  де Каре
- Анатолій Моторний —  Шнабель
- Велта Скурстене —  де Гі
- Харій Лієпіньш —  Піколотто
- Валентин Скулме —  епізод
- Володимир Дальський —  епізод

## Творча група
- Автор сценарію: Сергій Алексєєв, Богдан Чалий
- Режисер: Тимофій Левчук
- Композитор: Герман Жуковський